# Kis póling
A kis póling vagy pólimadár (Numenius phaeopus) a madarak osztályának lilealakúak (Charadriiformes) rendjébe, ezen belül a szalonkafélék (Scolopacidae) családjába tartozó faj.

## Egyéb elnevezései
Gojzer, gujzer, ujtó, hujtó, pólicz, kúlicz, szélkiáltó, hojsza, töcs, töcsmadár, teős-teős, tőcsér.

## Előfordulása
Észak-Amerikában, Európában és Ázsiában költ, ősszel délre vonul, eljut Afrikába, Dél-Amerikába, Ausztráliába is. Mindig víz közelében található, mocsaraknál, sekély vízű tavaknál él.

## Alfajai
- Numenius phaeopus phaeopus – Eurázsia északi része
- Numenius phaeopus variegatus – Ázsia északkeleti része
- Numenius phaeopus alboaxillaris – Ázsia középső része
- Numenius phaeopus hudsonicus
- Numenius phaeopus rufiventris – Észak-Amerika északi része

|  |  |  |

## Megjelenése
Átlagos testhossza 37–45 centiméter, szárnyfesztávolsága 76–89 centiméteres, testtömege 300–550 gramm. Csőre hosszú és lefelé hajló, keresgéléshez kiválóan használható.

## Életmódja
Tundrákon tömegesen található bogyókkal táplálkozik, telelőterületén ízeltlábúakat és rovarokat is eszik.
Vonulása során a tengerpart vonalát követi.

## Szaporodása
A földre rakja növényi anyagokból készített fészkét. Fészekalja 4 tojásból áll. A szülők felváltva kotlanak 27-28 napig.
|  |

## Kárpát-medencei előfordulása
Rendszeres vendég áprilisban és ősszel, néhány példány átnyaral.

## Védettsége
Magyarországon védett, természetvédelmi értéke 50 000 forint.